# Municipio de Washington (condado de Pettis)
El municipio de Washington (en inglés: Washington Township) es un municipio ubicado en el condado de Pettis en el estado estadounidense de Misuri. En el año 2010 tenía una población de 825 habitantes y una densidad poblacional de 6,35 personas por km².

## Geografía
El municipio de Washington se encuentra ubicado en las coordenadas 38°34′5″N 93°20′40″O / 38.56806, -93.34444. Según la Oficina del Censo de los Estados Unidos, el municipio tiene una superficie total de 129.9 km², de la cual 129,18 km² corresponden a tierra firme y (0,55 %) 0,72 km² es agua.

## Demografía
Según el censo de 2010, había 825 personas residiendo en el municipio de Washington. La densidad de población era de 6,35 hab./km². De los 825 habitantes, el municipio de Washington estaba compuesto por el 98,67 % blancos, el 0,12 % eran afroamericanos, el 0,24 % eran asiáticos, el 0,12 % eran isleños del Pacífico, el 0,12 % eran de otras razas y el 0,73 % eran de una mezcla de razas. Del total de la población el 2,42 % eran hispanos o latinos de cualquier raza.